# Gornja Trebinja
 Gornja Trebinja  falu Horvátországban, a Károlyváros megyében. Közigazgatásilag Károlyvároshoz tartozik.

## Fekvése
Károlyvárostól 12 km-re délkeletre fekszik.

## Története
A településnek 1857-ben 367, 1910-ben 420 lakosa volt. A trianoni békeszerződésig Modrus-Fiume vármegye Vojnići járásához tartozott. 2011-ben 169-en lakták.

## Lakosság
| Lakosság változása | Lakosság változása | Lakosság változása | Lakosság változása | Lakosság változása | Lakosság változása | Lakosság változása | Lakosság változása | Lakosság változása | Lakosság változása | Lakosság változása | Lakosság változása | Lakosság változása | Lakosság változása | Lakosság változása | Lakosság változása |
| ------------------ | ------------------ | ------------------ | ------------------ | ------------------ | ------------------ | ------------------ | ------------------ | ------------------ | ------------------ | ------------------ | ------------------ | ------------------ | ------------------ | ------------------ | ------------------ |
| 1857               | 1869               | 1880               | 1890               | 1900               | 1910               | 1921               | 1931               | 1948               | 1953               | 1961               | 1971               | 1981               | 1991               | 2001               | 2011               |
| 367                | 411                | 337                | 415                | 404                | 420                | 507                | 444                | 428                | 480                | 445                | 397                | 321                | 259                | 236                | 169                |

## Nevezetességei
A Kisboldogasszony tiszteletére szentelt temploma. A településen kívül található plébániatemplomot 1843-ban építették egy régebbi fatemplom helyére, egyhajós épületként, keskeny félköríves szentéllyel és a homlokzat feletti középvonalon elhelyezkedő harangtoronnyal. Jellemzően azon klasszicista szakrális épületek sorába tartozik, amelyeket a határőrvidéken a 18. század végétől és a 19. század első felétől származó szabványos tervek alapján építettek. A második világháborúban megsemmisített eredeti berendezést a közelmúltban újjal váltották fel.